# دودکا هیدروکسی سیکلوهگزان
دودکا هیدروکسی سیکلوهگزان (به انگلیسی: Dodecahydroxycyclohexane) با فرمول شیمیایی C6O12H12 یک ترکیب شیمیایی با شناسه پاب‌کم 315987 است. 